# Liste der Biografien/Schmidt
Liste der Biografien |
Portal Biografien |
Personensuche
# |
A |
B |
C |
D |
E |
F |
G |
H |
I |
J |
K |
L |
M |
N |
O |
P |
Q |
R |
S |
T |
U |
V |
W |
X |
Y |
Z |
?
 
Sa |
Sb |
Sc |
Sd |
Se |
Sf |
Sg |
Sh |
Si |
Sj |
Sk |
Sl |
Sm |
Sn |
So |
Sp |
Sq |
Sr |
Ss |
St |
Su |
Sv |
Sw |
Sy |
Sz
 
Sca–Sce |
Sch |
Sci–Scz
 
Scha |
Schc |
Schd |
Sche |
Schg |
Schi |
Schj |
Schk |
Schl |
Schm |
Schn |
Scho |
Schp |
Schr |
Schs |
Scht |
Schu |
Schv |
Schw |
Schy
 
Schma |
Schme |
Schmi |
Schmo |
Schmu |
Schmy
 
Schmic |
Schmid |
Schmie |
Schmig |
Schmik |
Schmil |
Schmin |
Schmir |
Schmis |
Schmit
 
Schmida |
Schmidb |
Schmide |
Schmidf |
Schmidg |
Schmidh |
Schmidi |
Schmidj |
Schmidk |
Schmidl |
Schmidm |
Schmidp |
Schmidr |
Schmids |
Schmidt |
Schmid, A |
Schmid, B |
Schmid, C |
Schmid, D |
Schmid, E |
Schmid, F |
Schmid, G |
Schmid, H |
Schmid, I |
Schmid, J |
Schmid, K |
Schmid, L |
Schmid, M |
Schmid, N |
Schmid, O |
Schmid, P |
Schmid, R |
Schmid, S |
Schmid, T |
Schmid, U |
Schmid, V |
Schmid, W |
Schmid, Y
 
Schmidt, A |
Schmidt, B |
Schmidt, C |
Schmidt, D |
Schmidt, E |
Schmidt, F |
Schmidt, G |
Schmidt, H |
Schmidt, I |
Schmidt, J |
Schmidt, K |
Schmidt, L |
Schmidt, M |
Schmidt, N |
Schmidt, O |
Schmidt, P |
Schmidt, R |
Schmidt, S |
Schmidt, T |
Schmidt, U |
Schmidt, V |
Schmidt, W |
Schmidt, Y |
Schmidtb |
Schmidtc |
Schmidte |
Schmidtg |
Schmidth |
Schmidti |
Schmidtk |
Schmidtl |
Schmidtm |
Schmidtn |
Schmidts
Die Liste der Biografien führt alle Personen auf, die in der deutschsprachigen Wikipedia einen Artikel haben. Dieses ist eine Teilliste mit 277 Einträgen von Personen, deren Namen mit den Buchstaben „Schmidt“ beginnt.

## Schmidt

### Schmidt A
- Schmidt auf Altenstadt, Johann George Otto Stuart von (1806–1857), Gouverneur von Suriname

### Schmidt C
- Schmidt Crans, Johan Michaël (1830–1907), niederländischer Historien- und Genremaler, Radierer und Lithograf

### Schmidt D
- Schmidt Degener, Frederik (1881–1941), niederländischer Kunsthistoriker und Museumsdirektor
- Schmidt Degener, Jeannette († 2017), nigrische Unternehmerin und Politikerin
- Schmidt di Friedberg, Marcella (* 1958), italienische Humangeografin
- Schmidt di Simoni, Ewald (1898–1980), deutscher Verleger, Journalist und Autor

### Schmidt H
- Schmidt Heins, Hildi (1915–2011), deutsche Malerin, Bildhauerin und Fotografin

### Schmidt I
- Schmidt in der Beek, Hank (* 1978), deutscher Künstler

### Schmidt P
- Schmidt Petersen, Hans (* 1962), dänisch-deutscher Autor

### Schmidt R
- Schmidt Rhen, Helmut (1936–2025), deutscher Maler der Konkreten Kunst, Kommunikationsdesigner und Hochschullehrer

### Schmidt T
- Schmidt Tartagli, Dagmar, Schweizer Diplomatin

### Schmidt V
- Schmidt von Altenstadt, Eduard (1836–1925), preußischer Generalmajor
- Schmidt von Altenstadt, Hans Georg (1904–1944), deutscher GeneralmajorHans Georg Schmidt von Altenstadt (1904–1944)

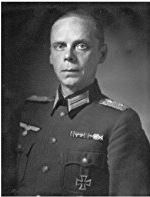
Hans Georg Schmidt von Altenstadt (1904–1944)

- Schmidt von der Launitz, Eduard (1797–1869), deutscher Bildhauer
- Schmidt von Georgenegg, Albert (1861–1930), österreichisch-ungarischer General der Infanterie im Ersten Weltkrieg
- Schmidt von Hessenheim, Friederike (1751–1803), Heilbronner Patrizierin
- Schmidt von Knobelsdorf, Konstantin (1860–1936), preußischer General der Infanterie im Ersten WeltkriegKonstantin Schmidt von Knobelsdorf (1860–1936)

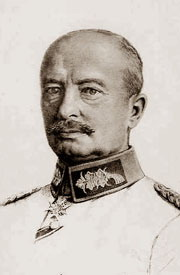
Konstantin Schmidt von Knobelsdorf (1860–1936)

- Schmidt von Lübeck, Georg Philipp (1766–1849), deutscher Lyriker
- Schmidt von Schmidtseck, Hilmar (1863–1912), deutscher Verwaltungsbeamter
- Schmidt von Schmidtseck, Johann (1610–1680), brandenburgischer Oberst, Regimentschef und Kommandant von Magdeburg
- Schmidt von Schmidtseck, Walter (1865–1945), preußischer Generalleutnant
- Schmidt von Schwind, Alexander (1835–1927), deutscher Offizier, Gutsbesitzer und Politiker
- Schmidt von Schwind, Herwarth (1866–1941), deutscher Vizeadmiral der Kaiserlichen Marine
- Schmidt von Werneuchen, Friedrich (1764–1838), deutscher Pastor und Dichter

### Schmidt Z
- Schmidt zur Nedden, Hermann (1893–1973), deutscher Verwaltungs- und Kirchenjurist (Deutsche Christen)

### Schmidt-A
- Schmidt-Allard, Berthe (1877–1953), Schweizer Emailkünstlerin, Malerin und Kunstpädagogin
- Schmidt-André, Jürgen (* 1960), deutscher Bühnenbildner und Designer
- Schmidt-Arget, Wolf (* 1949), deutscher Rundfunkredakteur, Autor und Musiker
- Schmidt-Arzberg, Georg (1920–2006), deutscher Musiker und Komponist
- Schmidt-Aßmann, Eberhard (* 1938), deutscher Rechtswissenschaftler

### Schmidt-B
- Schmidt-Bachem, Heinz (1940–2011), deutscher Papierhistoriker
- Schmidt-Barrien, Heinrich (1902–1996), deutscher Autor, Dramaturg am Niederdeutschen Theater in Bremen
- Schmidt-Bergmann, Hansgeorg (* 1956), deutscher Literatur- und Kulturwissenschaftler und Hochschullehrer
- Schmidt-Biggemann, Wilhelm (* 1946), deutscher Philosoph und Hochschullehrer in BerlinWilhelm Schmidt-Biggemann (* 1946)

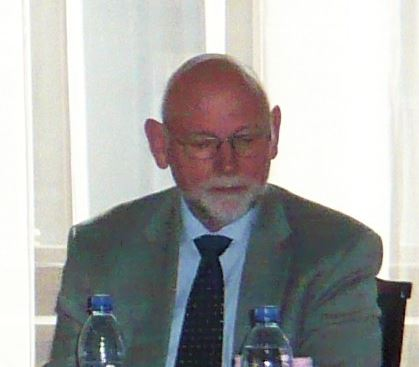
Wilhelm Schmidt-Biggemann (* 1946)

- Schmidt-Bleek, Friedrich (1932–2019), deutscher Chemiker und Umweltforscher
- Schmidt-Bleibtreu, Bruno (1926–2018), deutscher Staatsrechtler und Ministerialdirektor
- Schmidt-Bleker, Walter (* 1950), deutscher Geologe, Brigadegeneral der Bundeswehr
- Schmidt-Böcking, Horst (* 1939), deutscher Physiker
- Schmidt-Bodenstedt, Adolf (1904–1981), deutscher Lehrer, NS-Funktionär und Politiker (NSDAP), MdR
- Schmidt-Boelcke, Werner (1903–1985), deutscher Komponist und Kapellmeister
- Schmidt-Bonn, Henriette (1873–1946), deutsche Künstlerin
- Schmidt-Bott, Regula (1945–2015), deutsche Politikerin (SPD, Bündnis 90/Die Grünen), MdHB, MdB
- Schmidt-Branden, Paul (1885–1955), deutscher Bankmanager
- Schmidt-Breitung, Hellmuth (1884–1928), deutscher Lehrer und Historiker
- Schmidt-Bremme, Götz (* 1958), deutscher Diplomat
- Schmidt-Brücken, Arnold (1905–1986), deutscher Landwirt und Politiker (FDP/DVP)
- Schmidt-Burkhardt, Henriette (1926–2014), deutsche Unternehmerin und Mäzenin
- Schmidt-Busse, Benedikt (* 1976), deutscher Hockeyspieler und Hockeytrainer

### Schmidt-C
- Schmidt-Cabanis, Richard (1838–1903), deutscher Schauspieler und Schriftsteller
- Schmidt-Carlson, Carl (1806–1887), deutscher Porträtmaler und Fotograf
- Schmidt-Cassel, Gustav (1867–1954), deutscher Bildhauer
- Schmidt-Chanasit, Jonas (* 1979), deutscher Virologe und Hochschullehrer an der Universität HamburgJonas Schmidt-Chanasit (* 1979)

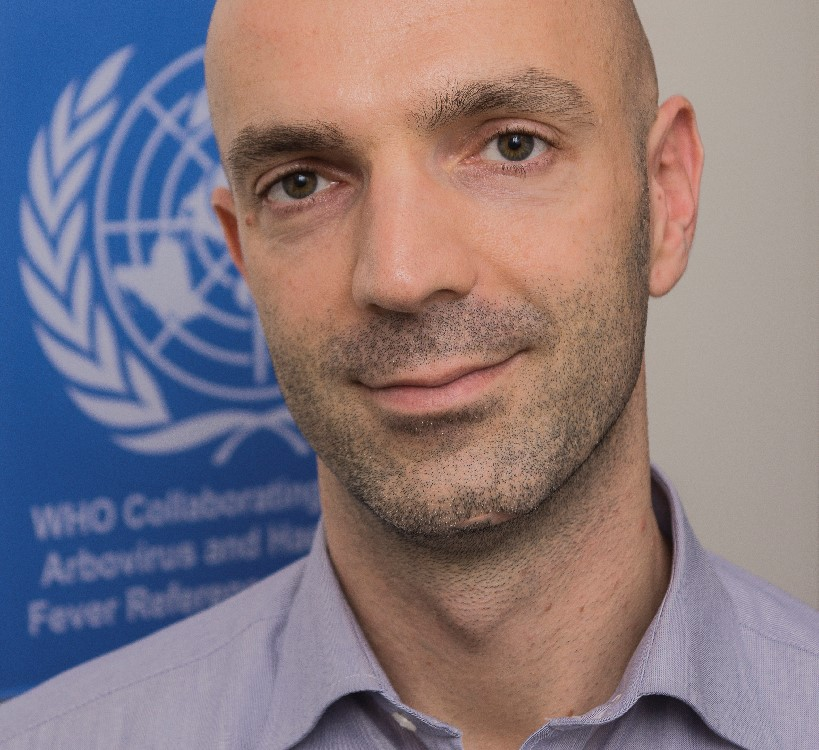
Jonas Schmidt-Chanasit (* 1979)

- Schmidt-Chiari, Guido (1932–2016), österreichischer Bankmanager
- Schmidt-Clausen, Kurt (1920–1993), deutscher lutherischer Theologe
- Schmidt-Clausing, Fritz (1902–1984), deutscher Theologe
- Schmidt-Colinet, Andreas (* 1945), deutscher Klassischer Archäologe
- Schmidt-Czaia, Bettina (* 1960), deutsche Historikerin, Leiterin des Kölner Stadtarchivs

### Schmidt-D
- Schmidt-Dargitz, Ernst (1859–1924), deutscher Jurist, Kolonial- und Ministerialbeamter
- Schmidt-De Caluwe, Reimund (1956–2023), deutscher Rechtswissenschaftler
- Schmidt-de Neveu, Annlies (1915–2010), deutsche Cellistin und Hochschullehrerin
- Schmidt-Degenhard, Meinhard (* 1956), deutscher Fernsehmoderator und Autor
- Schmidt-Deguelle, Klaus-Peter (* 1950), deutscher Journalist und Medienberater
- Schmidt-Dengler, Wendelin (1942–2008), österreichischer Literaturwissenschaftler und SprachwissenschaftlerWendelin Schmidt-Dengler (1942–2008)

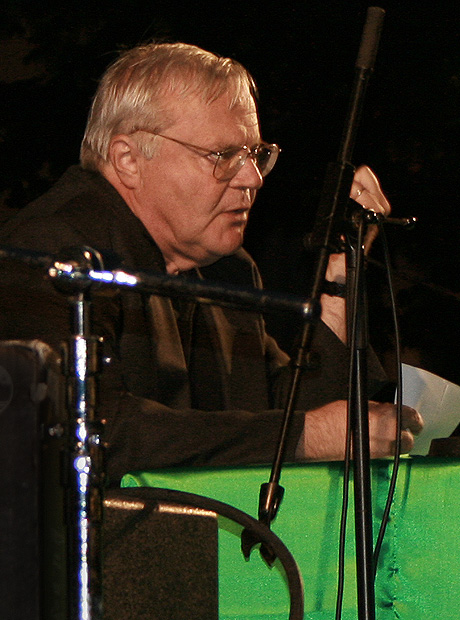
Wendelin Schmidt-Dengler (1942–2008)

- Schmidt-Denter, Ulrich (* 1946), deutscher Psychologe
- Schmidt-Dethloff, Rudolf (1900–1971), deutscher Maler des Expressionismus
- Schmidt-Dick, Franziska (* 1944), österreichische Numismatikerin
- Schmidt-Diemel, Josef (1898–1960), deutscher Politiker (CDU), MdL
- Schmidt-Döhl, Frank (* 1963), deutscher Baustoffwissenschaftler
- Schmidt-Dornedden, Horst (* 1921), deutscher Diplomat

### Schmidt-E
- Schmidt-Eenboom, Erich (* 1953), deutscher Sachbuchautor
- Schmidt-Egk, Albert (* 1888), deutscher Richter
- Schmidt-Eisenlohr, Kai (* 1978), deutscher Politiker (Bündnis 90/Die Grünen), MdL
- Schmidt-Eller, Berta (1899–1987), deutsche Autorin
- Schmidt-Elsaeßer, Eberhard (* 1955), deutscher Politiker (SPD), Staatssekretär in Schleswig-Holstein und Sachsen-Anhalt
- Schmidt-Elskop, Arthur (1875–1952), deutscher Diplomat
- Schmidt-Endres, Annie (1903–1977), deutsche Schriftstellerin
- Schmidt-Eppendorf, Peter (1931–2021), deutscher römisch-katholischer Theologe
- Schmidt-Eschke, Suse (1872–1941), deutsche Malerin, Lithographin, Zeichen- und Sprachlehrerin
- Schmidt-Ewald, Walter (1891–1973), deutscher Archivar und Bibliothekar

### Schmidt-F
- Schmidt-Felling, Julius Paul (1835–1920), deutscher Bildhauer
- Schmidt-Fellner, Hermann (1892–1940), deutscher Kaufmann und Manager
- Schmidt-Foß, Dalia Mya (* 2002), deutsche Synchronsprecherin und Influencerin
- Schmidt-Foß, Dennis (* 1970), deutscher Schauspieler und Synchronsprecher
- Schmidt-Foß, Florian (* 1974), deutscher Synchronsprecher
- Schmidt-Foß, Gerrit (* 1975), deutscher Schauspieler und SynchronsprecherGerrit Schmidt-Foß (* 1975)

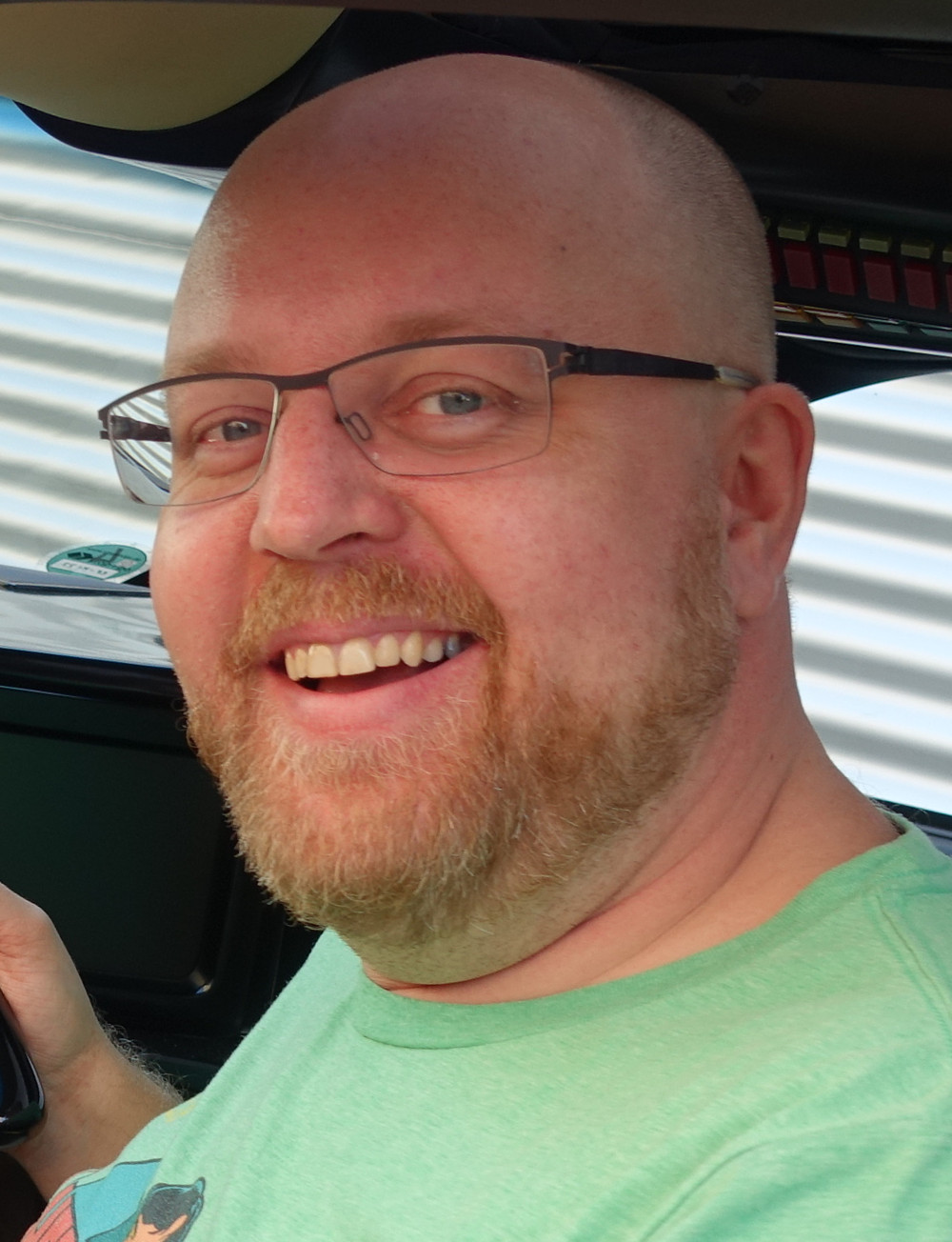
Gerrit Schmidt-Foß (* 1975)

- Schmidt-Foß, Hanna (* 2007), deutsche Synchron- und Hörspielsprecherin
- Schmidt-Foß, Jonas (* 2002), deutscher Synchron- und Hörspielsprecher
- Schmidt-Foster, Angela (* 1960), kanadische Skilangläuferin
- Schmidt-Friderichs, Bertram (* 1959), deutscher Verleger und Typograf
- Schmidt-Friderichs, Karin (* 1960), deutsche Verlegerin
- Schmidt-Funke, Julia A. (* 1976), deutsche Frühneuzeithistorikerin
- Schmidt-Futterer, Wolfgang (1927–1978), deutscher Zivilrichter am Landgericht Mannheim

### Schmidt-G
- Schmidt-Gaden, Barbara, deutsche Opern-, Oratorien-, Lied- und Konzertsängerin (Mezzosopran)
- Schmidt-Gaden, Gerhard (* 1937), deutscher Dirigent, Chorleiter und Stimmpädagoge
- Schmidt-Gahlen, Florian (* 1980), deutscher Theater- und Filmschauspieler
- Schmidt-Garre, Jan (* 1962), deutscher Regisseur und Produzent
- Schmidt-Gayk, Heinrich (1944–2007), deutscher Humanmediziner, Hochschullehrer für Labormedizin, Osteopath
- Schmidt-Gentner, Rolf (1925–2005), deutsch-österreichischer Tontechniker beim österreichischen Film
- Schmidt-Gentner, Willy (1894–1964), deutscher Filmkomponist
- Schmidt-Gertenbach, Volker (* 1941), deutscher Musiker und Dirigent sowie Generalmusikdirektor
- Schmidt-Gigo, Hubert (1919–2004), deutscher Conférencier, Parodist, Rundfunk- und Fernsehmoderator sowie Motorsportreporter
- Schmidt-Glassner, Helga (1911–1998), deutsche Architekturfotografin
- Schmidt-Glintzer, Helwig (* 1948), deutscher SinologeHelwig Schmidt-Glintzer (* 1948)

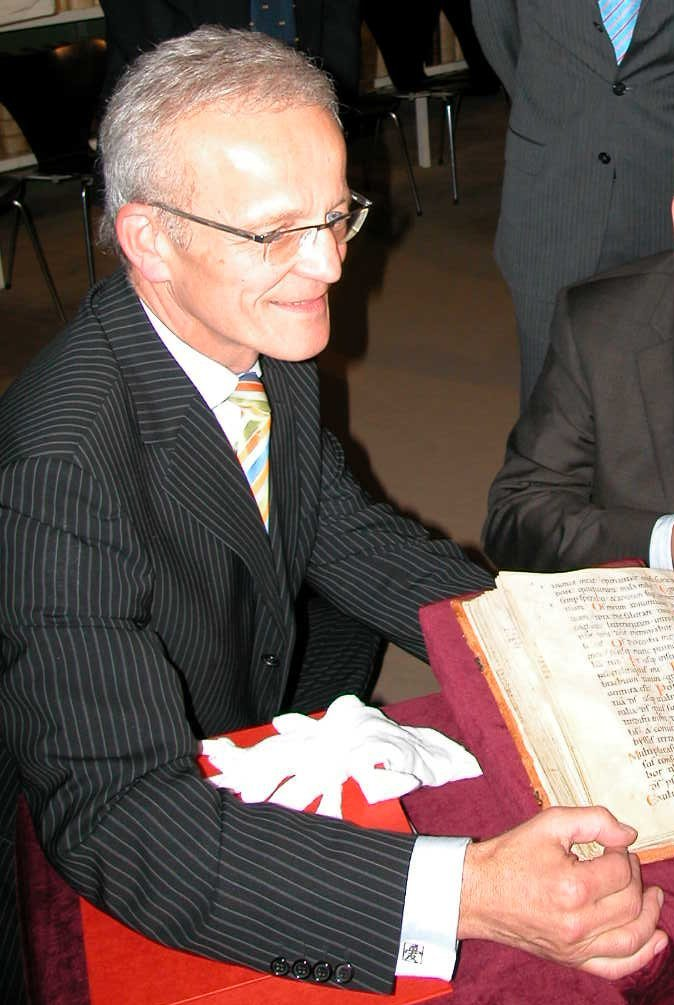
Helwig Schmidt-Glintzer (* 1948)

- Schmidt-Gödelitz, Axel (* 1942), deutscher Politologe, Volkswirt, Landwirt und Journalist
- Schmidt-Görg, Joseph (1897–1981), deutscher Musikwissenschaftler
- Schmidt-Gorsblock, Hans (1889–1982), deutsch-dänischer Autor, Lehrer, Landwirt
- Schmidt-Grépály, Rüdiger (* 1952), deutscher Philosoph
- Schmidt-Gutzat, Oliver (* 1969), deutscher Politiker (SPD), Bürgermeister der Stadt Heide

### Schmidt-H
- Schmidt-Hambrock, Jochen (* 1955), deutscher Komponist
- Schmidt-Hamburg, Robert (1885–1963), deutscher Marinemaler
- Schmidt-Hammer, Werner (1894–1962), deutscher Generalleutnant im Zweiten Weltkrieg
- Schmidt-Hammer, Werner (1907–1979), deutscher Polizist und Angeklagter im Ulmer Einsatzgruppen-Prozess 1958
- Schmidt-Hannisa, Hans-Walter (* 1958), deutscher Germanist
- Schmidt-Hannover, Otto (1888–1971), preußischer Offizier, deutscher Politiker (DNVP), MdR
- Schmidt-Harries, Helmut (1925–2015), deutscher Dorfschullehrer, Stadtrevierförster, Politiker (FDP) und Heimatforscher
- Schmidt-Heins, Barbara (* 1949), deutsche Konzeptkünstlerin
- Schmidt-Heins, Gabriele (* 1949), deutsche Konzeptkünstlerin
- Schmidt-Hellerau, Karl (1873–1948), deutscher Unternehmer und Anhänger der Lebensreformbewegung
- Schmidt-Hellinger, Paul (* 1985), deutscher Langstreckenläufer
- Schmidt-Henkel, Gerhard (1925–2011), deutscher Germanist, Literaturwissenschaftler und Hochschullehrer
- Schmidt-Henkel, Hinrich (* 1959), deutscher literarischer ÜbersetzerHinrich Schmidt-Henkel (* 1959)

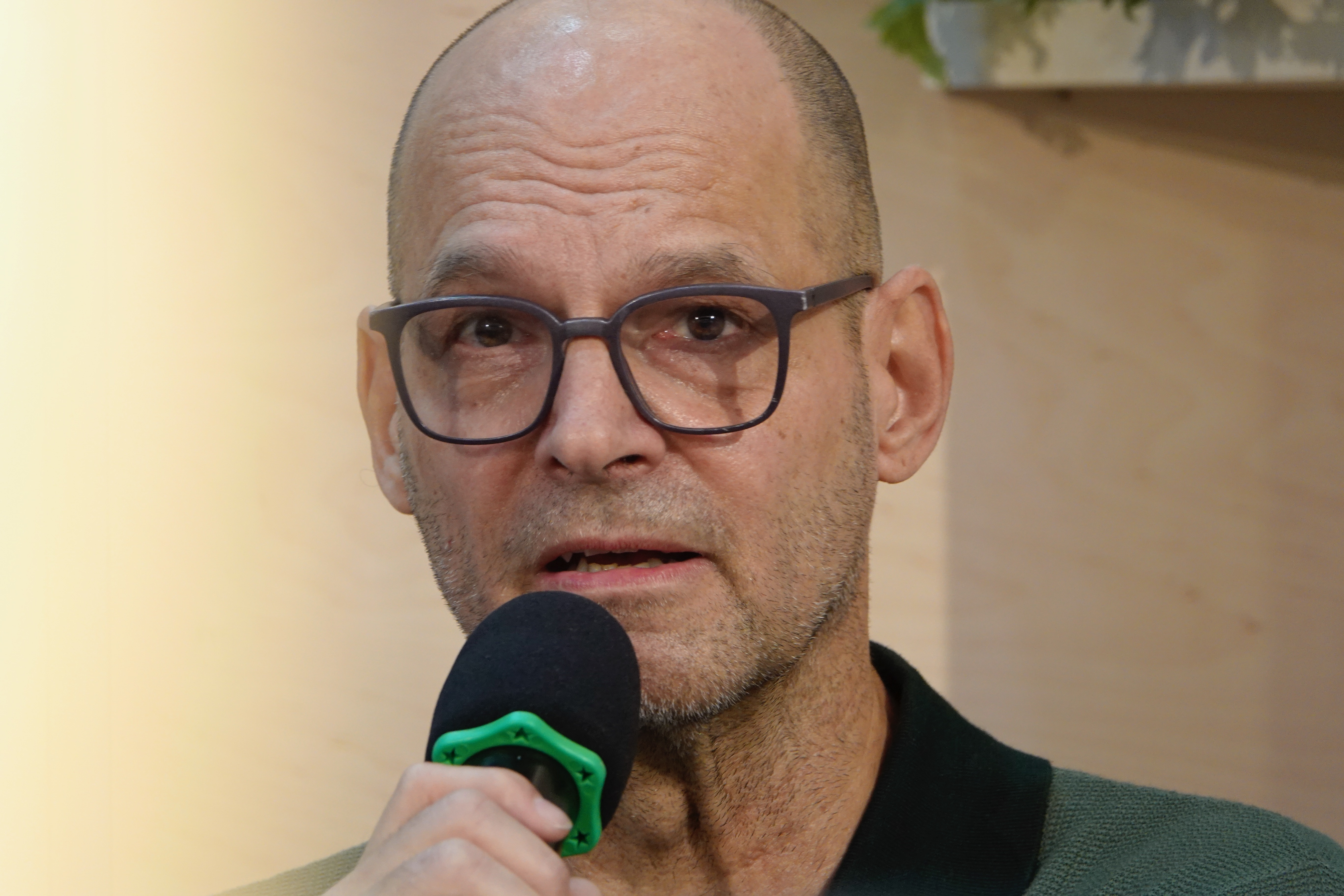
Hinrich Schmidt-Henkel (* 1959)

- Schmidt-Herrling, Eleonore (1877–1960), deutsche Malerin und Bibliothekarin
- Schmidt-Hertha, Bernhard (* 1973), deutscher Pädagoge und Hochschullehrer
- Schmidt-Heyder, Adolph (1806–1889), deutscher Malakologe sowie Mediziner
- Schmidt-Heydt, Markus (* 1974), deutscher Mikrobiologe und Molekularbiologe
- Schmidt-Hidding, Wolfgang (1903–1967), deutscher Anglist
- Schmidt-Hieber, Werner (1944–2011), deutscher Jurist und Politiker (FDP)
- Schmidt-Hoensdorf, Fritz (1889–1967), deutscher Veterinärmediziner und Zoo-Direktor
- Schmidt-Hoepke, Alfred (1891–1965), deutscher Schriftsteller, Journalist und Politiker (Wirtschaftspartei), MdL
- Schmidt-Hofer, Otto (1873–1925), deutscher Bildhauer
- Schmidt-Hofner, Sebastian (* 1977), deutscher Althistoriker
- Schmidt-Holtz, Rolf (* 1948), deutscher JournalistRolf Schmidt-Holtz (* 1948)

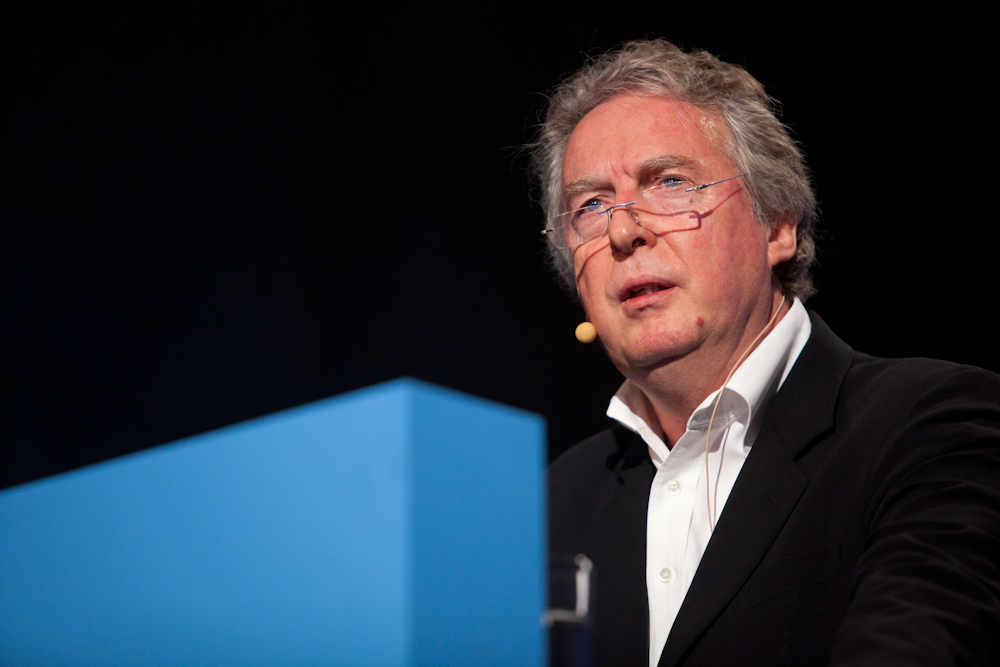
Rolf Schmidt-Holtz (* 1948)

- Schmidt-Horix, Hans (1909–1970), deutscher Diplomat

### Schmidt-I
- Schmidt-Isserstedt, Hans (1900–1973), deutscher Dirigent

### Schmidt-J
- Schmidt-Japing, Johann Wilhelm (1886–1960), deutscher Theologe
- Schmidt-Joos, Siegfried (1936–2025), deutscher Musik- und Kulturredakteur, Autor
- Schmidt-Jortzig, Edzard (* 1941), deutscher Hochschullehrer für Öffentliches Recht, Synodaler und Politiker (FDP), MdB

### Schmidt-K
- Schmidt-Kabul, Erich (1897–1961), deutscher Bildhauer
- Schmidt-Kaler, Gerhard (1920–2008), deutscher Maler und Grafiker
- Schmidt-Kaler, Hermann (1933–2015), deutscher Geologe
- Schmidt-Kaler, Theodor (1930–2017), deutscher Astronom und Demographie-Experte
- Schmidt-Kärner, Gudrun (* 1941), deutsche Musikpädagogin und Trägerin des Bundesverdienstkreuzes
- Schmidt-Kessel, Alfred (1929–2021), deutscher Jurist und Bundesrichter
- Schmidt-Kessel, Martin (* 1967), deutscher Rechtswissenschaftler
- Schmidt-Kestner, Erich (1877–1941), deutscher Bildhauer
- Schmidt-Kestner, Hans (1882–1915), deutscher Dichter und Dramatiker
- Schmidt-Keune, Thea (1920–1993), deutsche Schauspielerin und Sängerin
- Schmidt-Kirstein, Helmut (1909–1985), deutscher Maler und Grafiker
- Schmidt-Klevenow, Kurt (1906–1980), deutscher Jurist und SS-Führer
- Schmidt-Knaebel, Susanne (* 1937), deutsche Germanistin
- Schmidt-Knatz, Christian (1844–1891), deutscher Architekt und Mitglied des Provinziallandtages der Provinz Hessen-Nassau
- Schmidt-Knatz, Franz Ludwig (1913–2002), deutscher Jurist und Präsident der Polytechnischen Gesellschaft Frankfurt am Main
- Schmidt-Knatz, Friedrich (1873–1950), deutscher Justizrat, Bankdirektor und Mitglied der Bekennenden Kirche
- Schmidt-Koddenberg, Angelika (* 1955), deutsche Soziologin und Hochschullehrerin
- Schmidt-Koehl, Wolfgang (1924–2006), deutscher Bergwerksdirektor
- Schmidt-Koenig, Klaus (1930–2009), deutscher Ornithologe, Verhaltensforscher und Hochschullehrer
- Schmidt-Kolmer, Eva (1913–1991), österreichisch-deutsche Medizinerin, Sozialhygienikerin, MdV
- Schmidt-Kowalski, Thomas (1949–2013), deutscher Komponist
- Schmidt-Kügler, Arthur (1883–1947), deutscher Verwaltungsjurist und Regierungspräsident
- Schmidt-Kühner, Regina (* 1955), deutsche Politikerin (SPD), MdL
- Schmidt-Künsemüller, Friedrich-Adolf (1910–1993), deutscher Bibliothekar und Universitätsbibliotheksdirektor
- Schmidt-Küntzel, Nikolaus (1606–1671), deutscher Landwirt

### Schmidt-L
- Schmidt-Langels, Daniela, deutsche Filmregisseurin, Drehbuchautorin und Journalistin
- Schmidt-Lauber, Brigitta (* 1965), deutsche Ethnologin
- Schmidt-Lauber, Hans-Christoph (1928–2009), deutscher evangelisch-lutherischer Theologe
- Schmidt-Lauzemis, Karl-Heinz (* 1947), deutscher Schriftsteller, Hörspiel- und Drehbuchautor
- Schmidt-Leda, Otto L. (1852–1907), deutscher Diplomat
- Schmidt-Lehnert, Christl (* 1940), deutsche Ruderin
- Schmidt-Leichner, Erich (1910–1983), deutscher Strafverteidiger
- Schmidt-Leonhardt, Hans (1886–1945), deutscher NS-Funktionär, Fachmann für Presserecht im NS-Staat
- Schmidt-Leukel, Perry (* 1954), deutscher Theologe (römisch-katholisch)Perry Schmidt-Leukel (* 1954)

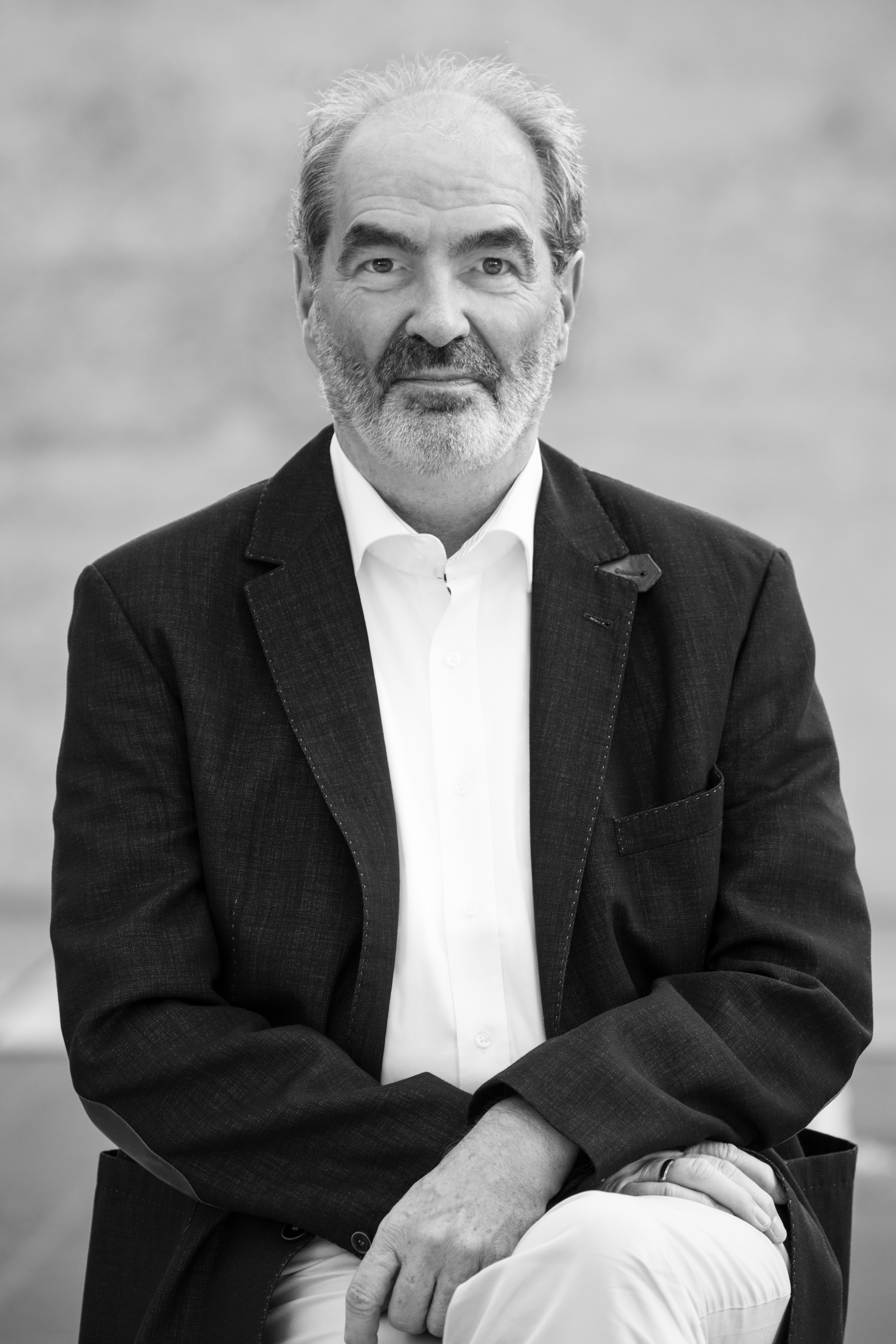
Perry Schmidt-Leukel (* 1954)

- Schmidt-Linsenhoff, Viktoria (1944–2013), deutsche Kunsthistorikerin und Hochschullehrerin
- Schmidt-Lucas, Ingo (* 1972), deutscher Tonmeister

### Schmidt-M
- Schmidt-Märkl, Markus (* 1959), deutscher Fernsehproduzent und Regisseur
- Schmidt-Matt, Robert (* 1954), deutscher Bildhauer
- Schmidt-Matthiesen, Heinrich (1923–2006), deutscher Gynäkologe und Geburtshelfer
- Schmidt-Mechau, Friedemann (* 1955), deutscher Komponist
- Schmidt-Metzler, Moritz (1838–1907), deutscher Arzt
- Schmidt-Michel, Lina (1872–1944), deutsche Rosenmalerin
- Schmidt-Michel, Paul-Otto (1949–2024), deutscher Psychiater (Facharzt), Psychotherapeut und Psychologe
- Schmidt-Michelsen, Alexander (1859–1908), deutscher Landschafts- und Genremaler
- Schmidt-Modrow, Ferdinand (1985–2020), deutscher Schauspieler
- Schmidt-Muller, Joey (* 1950), schweizerisch-australischer Künstler

### Schmidt-N
- Schmidt-Neke, Michael (* 1956), deutscher Historiker und Albanologe
- Schmidt-Neuhaus, Hans-Otto (1907–1971), deutscher Pianist und Hochschullehrer
- Schmidt-Niechciol, Arnold (1893–1960), deutscher Maler
- Schmidt-Nielsen, Johanne (* 1984), dänische Politikerin (rot-grünen Enhedsliste), Mitglied des Folketing
- Schmidt-Nielsen, Knut (1915–2007), US-amerikanischer Biologe und Physiologe
- Schmidt-Niemack, Ruth (1927–2011), deutsche Kauffrau und Kommunalpolitikerin (CDU), Bürgermeisterin der Stadt Bonn

### Schmidt-O
- Schmidt-Ohlemann, Matthias (* 1951), deutscher Orthopäde
- Schmidt-Opper, Ekkhard (* 1961), deutscher Hockeyspieler
- Schmidt-Otschakowski, Jewgeni Petrowitsch (1889–1951), russischer Offizier
- Schmidt-Ott, Friedrich (1860–1956), deutscher WissenschaftsorganisatorFriedrich Schmidt-Ott (1860–1956)

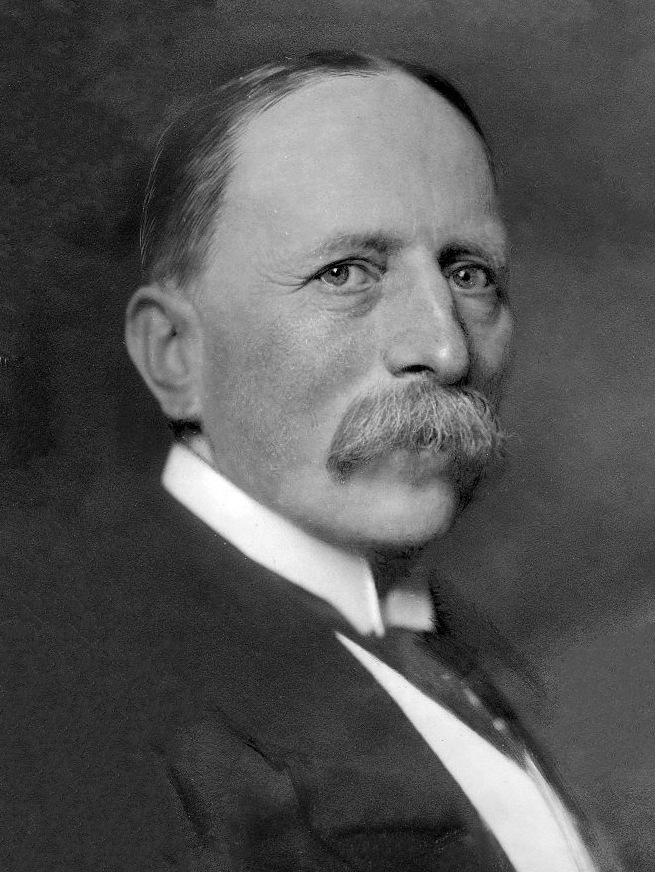
Friedrich Schmidt-Ott (1860–1956)

- Schmidt-Oxbüll, Hans (1899–1978), dänisch-deutscher Politiker, Mitglied des Folketing, Hauptvorsitzender des Bundes Deutscher Nordschleswiger

### Schmidt-P
- Schmidt-Panknin, Gerda (1920–2021), deutsche Malerin
- Schmidt-Parzefall, Walter (* 1938), deutscher Experimentalphysiker
- Schmidt-Pauli, Edgar von (1881–1955), deutscher Schriftsteller, Journalist und Literaturfunktionär
- Schmidt-Pauli, Edgar von (1915–2001), deutscher Botschafter
- Schmidt-Pauli, Elisabeth von (1882–1956), deutsche Schriftstellerin
- Schmidt-Pecht, Elisabeth (1857–1940), deutsche Keramikerin und Kunstgewerblerin
- Schmidt-Pecht, Heinrich (1854–1945), deutscher Maler und Lithograph
- Schmidt-Phiseldeck, Christoph von (1740–1801), deutscher Jurist, Archivar und Autor von Schriften über Russland
- Schmidt-Phiseldeck, Justus von (1769–1851), deutscher Jurist und Politiker in braunschweigischen Diensten
- Schmidt-Phiseldeck, Karl von (1835–1895), deutscher Jurist und Archivar
- Schmidt-Phiseldeck, Konrad von (1770–1832), deutscher Philosoph
- Schmidt-Piller, Katja (1941–2007), österreichische Schriftstellerin
- Schmidt-Polex, Carl (1853–1919), deutscher Jurist, Rechtsanwalt und Industrieller
- Schmidt-Polex, Eduard (1795–1863), deutscher Kaufmann und Abgeordneter
- Schmidt-Polex, Hans Walter (1900–1978), deutscher Jurist und Unternehmer
- Schmidt-Polex, Philipp (1824–1893), deutscher Kaufmann und Abgeordneter
- Schmidt-Preuß, Matthias (* 1948), deutscher Jurist und Hochschullehrer

### Schmidt-R
- Schmidt-Radefeldt, Jürgen (* 1939), deutscher Romanist und Linguist
- Schmidt-Radefeldt, Roman (* 1969), deutscher Jurist
- Schmidt-Rahmer, Hermann (* 1960), deutscher Regisseur und Schauspieler
- Schmidt-Räntsch, Johanna (* 1957), deutsche Juristin und Bundesrichterin
- Schmidt-Reitwein, Jörg (1939–2023), deutscher Kameramann
- Schmidt-Relenberg, Norbert (1931–2020), deutscher Soziologe und Schriftsteller
- Schmidt-Rimpler, Hermann (1838–1915), deutscher Mediziner
- Schmidt-Rimpler, Walter (1885–1975), deutscher Jurist und Hochschullehrer
- Schmidt-Robben, Miranda (* 1986), niederländische Handballspielerin
- Schmidt-Rohr, Georg (1890–1945), deutscher Germanist und Soziologe
- Schmidt-Rohr, Ulrich (1926–2006), deutscher Kernphysiker und Hochschullehrer
- Schmidt-Roller, Paul (1891–1963), deutscher Maler, Kunstlehrer und Textilgestalter
- Schmidt-Rom, Heinrich (1877–1965), deutscher Landschaftsmaler und Porträtist
- Schmidt-Römer, Karl (1905–1977), deutscher politischer Funktionär (NSDAP) und Rechtsanwalt
- Schmidt-Rose, Christiane (* 1959), deutsche Politikerin (CDU)
- Schmidt-Rost, Reinhard (* 1949), deutscher evangelischer Pfarrer, Psychologe und Hochschullehrer
- Schmidt-Rottluff, Karl (1884–1976), deutscher Maler, Grafiker und PlastikerKarl Schmidt-Rottluff (1884–1976)

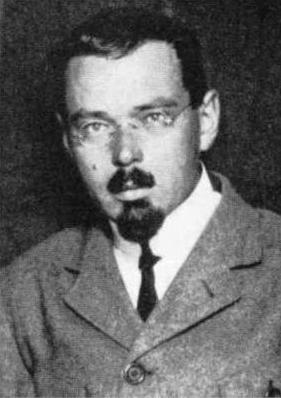
Karl Schmidt-Rottluff (1884–1976)

- Schmidt-Ruhland, Karin (* 1958), deutsche Produktdesignerin und Hochschullehrerin
- Schmidt-Ruthenbeck, Wilhelm (1906–1988), deutscher Unternehmer

### Schmidt-S
- Schmidt-Salomon, Michael (* 1967), deutscher Philosoph, Autor und religions- und kulturkritischer Publizist
- Schmidt-Salveter, Roswitha (1939–2014), deutsche Juristin, Richterin und Gerichtspräsidentin
- Schmidt-Sas, Alfred (1895–1943), Volksschullehrer und Widerstandskämpfer gegen die Nationalsozialisten
- Schmidt-Schaller, Andreas (* 1945), deutscher SchauspielerAndreas Schmidt-Schaller (* 1945)

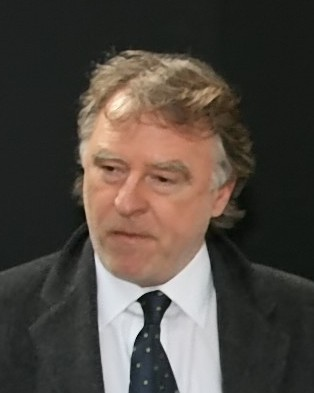
Andreas Schmidt-Schaller (* 1945)

- Schmidt-Schaller, Erich (1889–1980), deutscher Maler und Grafiker
- Schmidt-Schaller, Harry (1913–1988), deutscher Gebrauchsgrafiker, Grafiker und Maler
- Schmidt-Schaller, Matti (* 1996), deutscher Schauspieler
- Schmidt-Schaller, Petra (* 1980), deutsche Schauspielerin
- Schmidt-Scheuber, Miles (* 1969), US-amerikanisch-deutscher Sportjournalist
- Schmidt-Schicketanz, Hans Jürgen (1936–2023), deutscher Architekt
- Schmidt-Schmied, Hermann (1924–2010), deutscher Maler
- Schmidt-Schulz, Eberhard, deutscher Jazztrompeter
- Schmidt-Semisch, Henning (* 1964), deutscher Soziologe und Kriminologe
- Schmidt-Sibeth, Waltraud (* 1940), deutsche Politikerin (SPD), MdL
- Schmidt-Sommerfeld, Florian (* 1990), deutscher Handballkommentator
- Schmidt-Sondermann, Volker (* 1965), deutscher Filmproduzent, Regisseur und Drehbuchautor
- Schmidt-Syaßen, Inga (* 1942), deutsche Juristin und Richterin

### Schmidt-T
- Schmidt-Tanger, Martina (* 1959), deutsche Psychologin und Sachbuchautorin
- Schmidt-Thieme, Barbara (* 1968), deutsche Mathematikdidaktikerin
- Schmidt-Thomé, Paul (1911–1997), deutscher Geologe
- Schmidt-Thomsen, Helga (* 1938), deutsche Architektin und Autorin
- Schmidt-Thomsen, Jörn-Peter (1936–2005), deutscher Architekt und Hochschullehrer
- Schmidt-Tiedemann, Karl Joachim (1929–2014), deutscher Physiker
- Schmidt-Timmermann, Christian (* 1958), deutscher Sänger und Musikpädagoge
- Schmidt-Tintemann, Ursula (1924–2017), deutsche Medizinerin, plastische Chirurgin
- Schmidt-Torner, Konrad (1907–1992), deutscher Verwaltungsjurist im Postdienst
- Schmidt-Traub, Sigrun (* 1942), deutsche Psychologin, Soziologin und Autorin
- Schmidt-Trenz, Hans-Jörg (* 1959), deutscher Wirtschaftswissenschaftler
- Schmidt-Trucksäss, Arno (* 1960), deutscher Sportmediziner
- Schmidt-Tüngler, Paul (* 1910), deutscher Versicherungsjurist
- Schmidt-Tychsen, Kaja (* 1981), deutsche Schauspielerin

### Schmidt-U
- Schmidt-Uphoff, Hans-Erich (1911–2002), deutscher Maler und Grafiker

### Schmidt-V
- Schmidt-Voges, Inken (* 1973), deutsche Historikerin
- Schmidt-Vogt, Helmut (1918–2008), deutscher Forstwissenschaftler
- Schmidt-Voigt, Jörgen (1917–2004), deutscher Arzt und Kunstsammler
- Schmidt-Volkmar, Dieter (* 1940), deutscher Sportfunktionär

### Schmidt-W
- Schmidt-Walter, Herbert (1904–1980), deutscher Maler und Hochschullehrer
- Schmidt-Weißenfels, Eduard (1833–1893), deutscher Schriftsteller und Politiker
- Schmidt-Westerstede, Georg (1921–1982), deutscher Maler und Grafiker
- Schmidt-Wiegand, Ruth (1926–2014), deutsche Germanistin und Rechtshistorikerin
- Schmidt-Wiethoff, Rüdiger (* 1965), deutscher Sportmediziner und Hochschullehrer
- Schmidt-Wittmack, Karlfranz (1914–1987), deutscher Politiker (CDU), MdB, DDR-Agent
- Schmidt-Wodder, Johannes (1869–1959), dänischer Theologe und Politiker, Mitglied des Folketing
- Schmidt-Wolfratshausen, Karl (1891–1971), deutscher Grafiker und Maler
- Schmidt-Wulffen, Stephan (* 1951), deutscher Kunsttheoretiker, Rektor der Akademie der bildenden Künste Wien
- Schmidt-Wulffen, Wulf-Dieter (1941–2025), deutscher Sozialwissenschaftler und Geograf, Afrika- und Rassismus-Experte und Sammler

### Schmidt-Z
- Schmidt-Zadel, Regina (* 1937), deutsche Politikerin (SPD), MdB